# Salts als Jocs Olímpics d'Estiu de 1932
Als Jocs Olímpics d'Estiu de 1932 celebrats a la ciutat de Los Angeles (Estats Units) es disputaren quatre proves de salts, dues en categoria masculina i dos en categoria femenina. Les proves es realitzaren entre els dies 8 i 13 d'agost de 1932.

## Comitès participants
Hi participaren un total de 28 saltadors, entre ells 11 dones, de 9 comitès nacionals diferents:
- Àustria (2) (homes:1 dones:1)
- Canadà (3) (homes:2 dones:1)
- Dinamarca (1) (homes:0 dones:1)
- Estats Units (9) (homes:4 dones:5)
- França (1) (homes:1 dones:0)
- Alemanya (2) (homes:1 dones:1)
- Japó (4) (homes:3 dones:1)
- Mèxic (5) (homes:5 dones:0)
- Suècia (1) (homes:0 dones:1)

## Resum de medalles

### Categoria masculina
| Prova                        | Or               | Plata            | Bronze          |
| Trampolí de 3 metres detalls | Michael Galitzen | Harold Smith     | Richard Degener |
| Palanca de 10 metres detalls | Harold Smith     | Michael Galitzen | Frank Kurtz     |

### Categoria femenina
| Prova                        | Or              | Plata           | Bronze       |
| Trampolí de 3 metres detalls | Georgia Coleman | Katherine Rawls | Jane Fauntz  |
| Palanca de 10 metres detalls | Dorothy Poynton | Georgia Coleman | Marion Roper |

## Medaller
| Posició | País         | Or | Argent | Bronze | Total |
| 1       | Estats Units | 4  | 4      | 4      | 12    |